# Bevi, bevi, compagno
 (avril 2018).
Bevi, bevi, compagno est un chant traditionnel, anticlérical et anarchiste italien d'un auteur anonyme.

## Contexte
Le texte a un ton ironique et la musique est un mélange de mélodies et de rythmes différents pour souligner l’idée de « divertissement ».
Le Risorgimento a été,en Italie, la période de plus grande opposition du peuple à la hiérarchie de l’Église catholique, quand l’État pontifical (souvent soutenu, pour des raisons de politique étrangère, par des puissances extérieures comme la France) s’est opposé jusqu’au bout à la formation d’un État italien unitaire.
Les chansons anticléricales de l’époque utilisent la dérision et marquent une approche populaire de la polémique politique et anticléricale.
C'est un chant traditionnel repris en 1973 par un des plus importants groupes de musique folk et traditionnelle italien : Canzoniere Del Lazio.

## Paroles
| Version originale | Version française |
| --- | --- |
| Bevi, bevi compagno Sennò t'ammazzerò "Nun m'ammazza compagno Che adesso beverò" Mentre il compagno beve La canteremo, la canteremo Mentre il compagno beve La cantaremo larillerà La la la la La canzone che ammazza li preti La la la la 'mazza monache, preti e fra'! Se viene l'anarchia Un bel pranzo s'ha da fa Tutto vitella e manzo Se duimo da magnà (x 2) E fritarelle di monache Preti e frati spezzati L'ossa de 'sti maiali Ai cani s'ha da dà (x 2) E le chiese son botteghe Li preti son mercanti Vendono madonne e santi E a noi ce credono vecchi poveri e ignoranti Vecchi poveri e ignoranti (x 2) La la la la La canzone che ammazza li preti La la la la 'mazza monache, preti e fra'! | Bois bois camarade Sinon je te tuerai ! "Ne me tue pas camarade Car à présent je vais boire" Pendant que le camarade boit Nous la chanterons nous la chanterons Pendant que le camarade boit Nous la chanterons, larillera La la la la La chanson qui tue les prêtres La la la la Tue les nonnes les prêtres et les frères Arrive l'anarchie Un beau repas va avoir lieu Veau et bœuf à volonté Nous avons à manger (x 2) Une fricassée de nonnes Prêtres et frères en ragoût L'os de ces porcs Ira aux chiens (x 2) Les églises sont échoppes Les prêtres sont marchands Ils vendent des madones et des saints Ils nous croient vieux, pauvres et ignorants Vieux, pauvres et ignorants (x2) La la la la La chanson qui tue les prêtres La la la la Tue les nonnes les prêtres et les frères |

## Interprétations
Bevi, bevi, campagno est interprétée dans le film 1900 de Bernardo Bertolucci (1976).